# Völkermord an den Tscherkessen

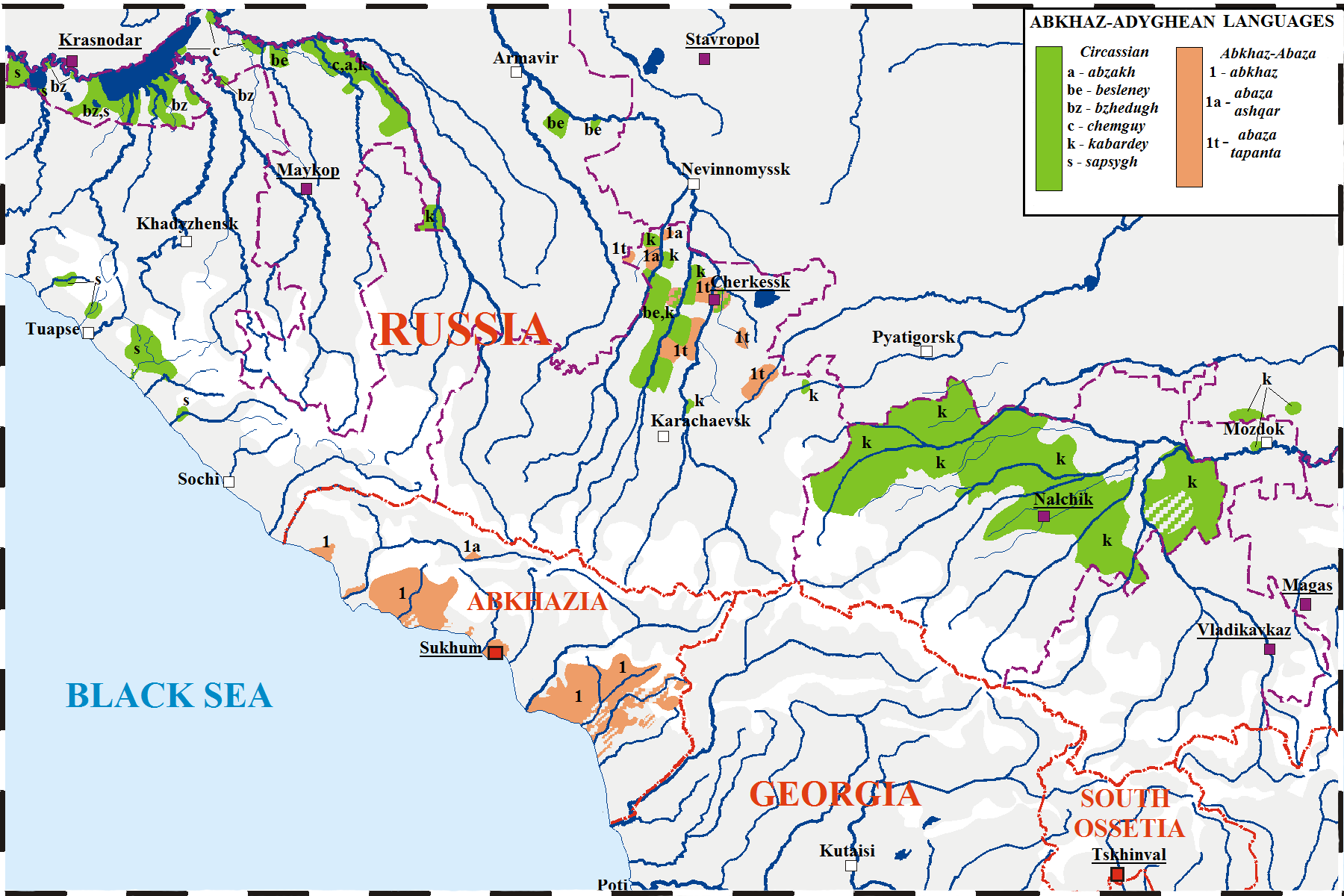
Demographische Karte des Westlichen Kaukasus nach dem Tscherkessischen Völkermord

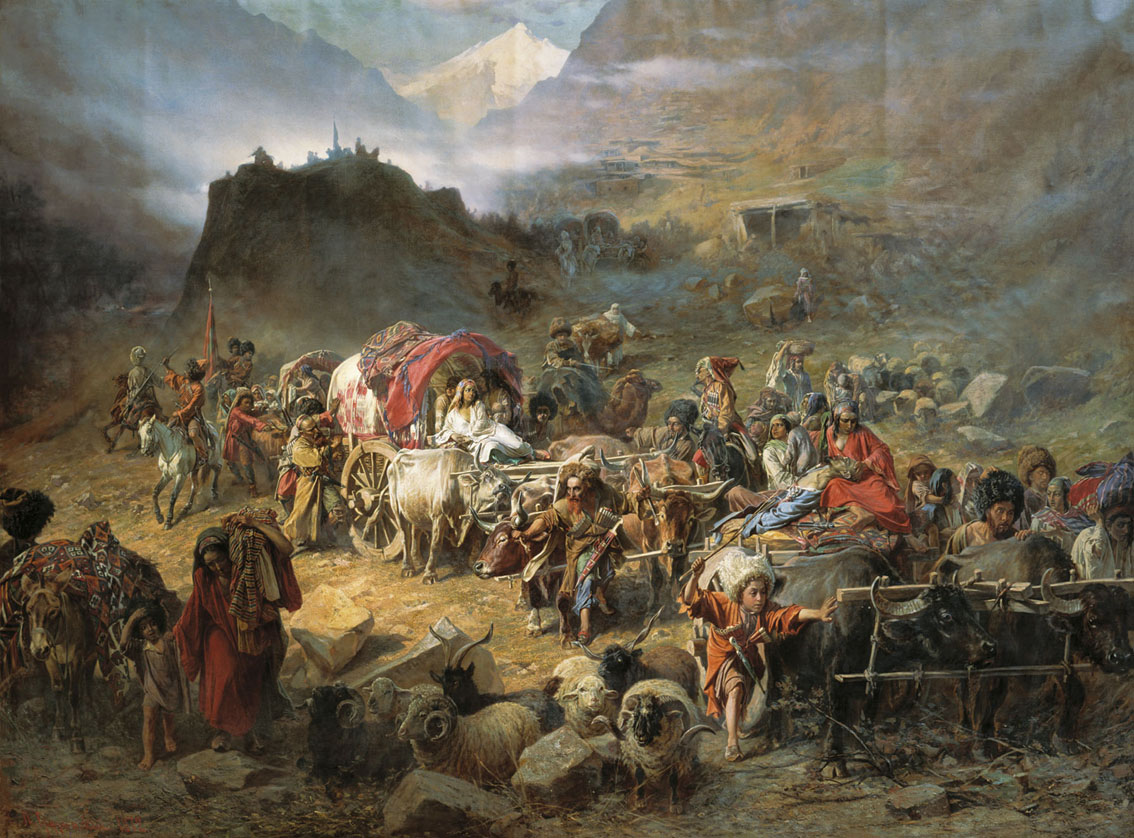
Tscherkessen versuchen ihre Stadt zu evakuieren, um dem Massaker durch russische Truppen zu entgehen – Gemälde von Gruzinsky

Der Völkermord an den Tscherkessen, auch tscherkessischer Völkermord oder Tsitsekun genannt, war die systematische Massenvernichtung, ethnische Säuberung und Vertreibung von bis zu neunundneunzig Prozent der Tscherkessischen Bevölkerung während der letzten Phasen der russischen Invasion von Tscherkessien im neunzehnten Jahrhundert durch das Russische Kaiserreich. Er forderte den Tod von mindestens 400.000 bis schätzungsweise 1,5 Millionen Tscherkessen und führte zur Zerstörung Tscherkessiens, das anschließend vom Russischen Imperium annektiert wurde. Geplante Vernichtungslager betrafen hauptsächlich die Tscherkessen, die überwiegend Muslime waren, aber auch andere muslimische Kaukasusvölker, da diese ebenfalls in Kampfhandlungen involviert waren. Bekannte Mordmethoden, die von der kaiserlich-russischen Armee in Tscherkessien angewendet wurden, umfassten das Aufspießen und das Aufschlitzen von schwangeren Frauen, um die Tscherkessen einzuschüchtern und ihre Moral zu zerstören. Viele russische Generäle, wie Grigory Zass, beschrieben die Tscherkessen als „unmenschlichen Abfall“ und „niedriges Volk“, um ihr systematisches Schlachten zu rechtfertigen und zu verherrlichen sowie ihre Nutzung als menschliche Versuchskaninchen in unethischen wissenschaftlichen Experimenten. Russische Soldaten durften auch zirkassische Frauen vergewaltigen.
Tscherkessien wurde während des Völkermords weitgehend von der einheimischen tscherkessischen Bevölkerung entvölkert, und diejenigen, die nicht getötet wurden, wurden ins Osmanische Reich vertrieben. Nur ein kleiner Prozentsatz der Tscherkessen, vor allem diejenigen, die sich der Russifikation unterwarfen und Vereinbarungen mit den russischen Truppen trafen, wurden verschont. Hunger wurde als Kriegswaffe gegen tscherkessische Dörfer eingesetzt, von denen viele anschließend niedergebrannt wurden. Der russische Schriftsteller Leo Tolstoi berichtet in seiner letzten Erzählung Hadschi Murat, dass russische Soldaten häufig in der Nacht Dorfhäuser angriffen. Der britische Diplomat William Palgrave, der den Völkermord miterlebte, erinnerte sich, dass „ihr einziges Verbrechen war, nicht Russen zu sein“. Auf der Suche nach einer glaubwürdigen militärischen Intervention gegen Russland unterzeichneten tscherkessische Beamte 1864 eine allerdings erfolglose Petition an Königin Victoria von Großbritannien. Im selben Jahr startete die kaiserlich-russische Armee eine Massenvertreibung, um den Großteil der überlebenden Bevölkerung der Tscherkessen loszuwerden. Bis 1867 war ein großer Teil der Tscherkessen aus ihrer angestammten Heimat vertrieben worden; viele starben an Epidemien oder Hunger unter den Massen von Deportierten und wurden nach ihrem Tod Berichten zufolge von Hunden gefressen, während andere auf in Stürmen gesunkenen Schiffen ums Leben kamen.

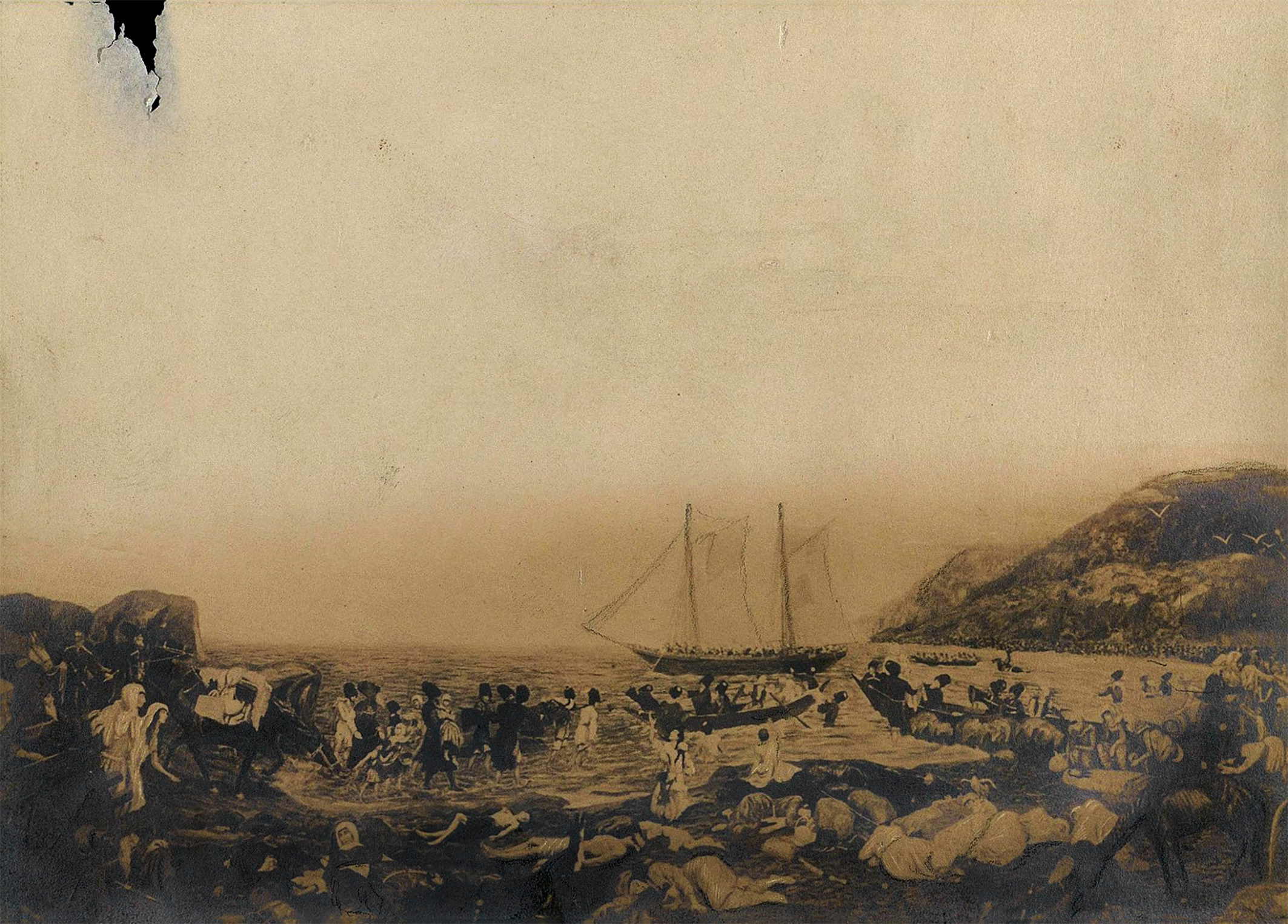
Ein tscherkessisches Lager in der Nähe von Noworossijsk.

Die meisten Quellen berichten, dass nur etwa drei Prozent der tscherkessischen Bevölkerung nach dem Völkermord überlebten und dass bis zu eineinhalb Millionen Menschen insgesamt zur Flucht gezwungen wurden, wobei nur etwa die Hälfte von ihnen die Reise überlebte. Osmanische Archive verzeichnen die Aufnahme von mehr als einer Million Immigranten aus dem Kaukasus bis 1879, wobei fast die Hälfte von ihnen aufgrund von Krankheiten an den Ufern des Schwarzen Meeres starb. Geht man davon aus, dass diese Zahlen korrekt sind, stellt Russlands militärische Kampagne in Tscherkessien den größten Völkermord des neunzehnten Jahrhunderts dar. Russische Aufzeichnungen, die die osmanischen Archive bestätigen, dokumentieren nur noch 106.798 Tscherkessen im Kaukasus zu Beginn des zwanzigsten Jahrhunderts. Andere Schätzungen russischer Historiker sind noch niedriger, mit Zahlen von 40.400 bis 50.900. Die russische Volkszählung von 1897 meldete noch 150.000 Tscherkessen in der eroberten Region.

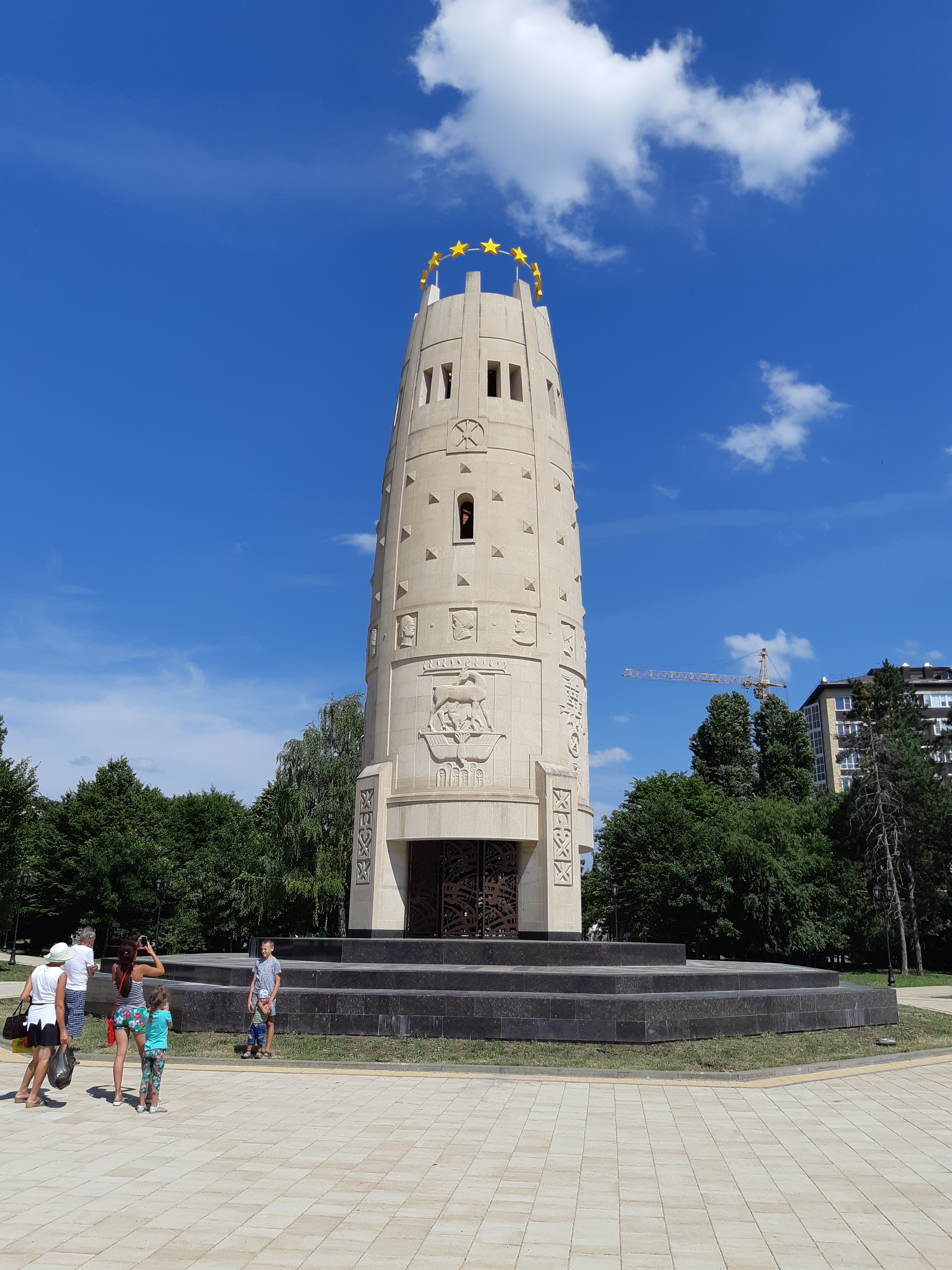
Denkmal für den tscherkessischen Völkermord in Maikop

Im Mai 2011 erkannte Georgien als bisher einziges Land den tscherkessischen Völkermord offiziell an.  Die Russische Föderation klassifiziert die Ereignisse in Tscherkessien als eine Massenmigration und leugnet, dass ein Völkermord stattgefunden hat. Einige russische Nationalisten im Kaukasus begehen den einundzwanzigsten Mai als „Heiligen Eroberungstag“, um den Beginn des Endes der erfolgreichen Invasion Tscherkessiens durch Russland zu feiern. Derselbe Tag wird jährlich als Tscherkessischer Trauertag begangen, der aus Zeremonien und Märschen zum Gedenken an die Opfer besteht und manchmal Proteste gegen die russische Regierung umfasst. Heute ist die tscherkessische Diaspora hauptsächlich in der Türkei und Jordanien konzentriert, mit rund siebenhundertfünfzigtausend Tscherkessen, die in der russischen Nordkaukasus-Wirtschaftsregion leben.

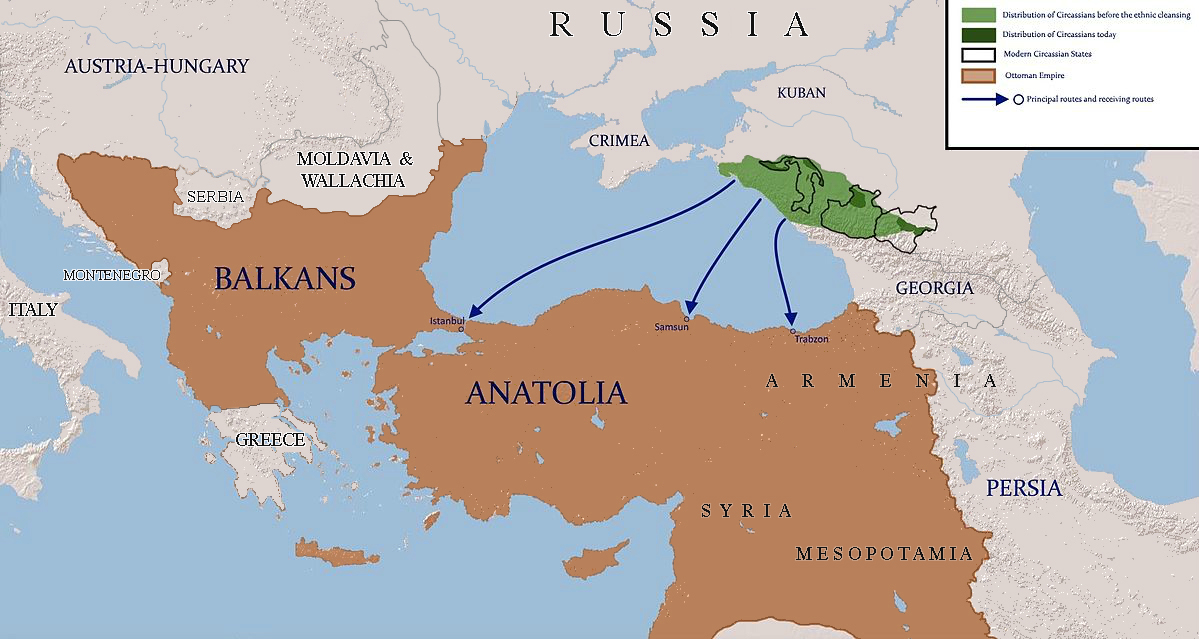
Flucht und Umsiedlung überlebender Tscherkessen ins Osmanische Reich